# Gaspar de Molina y Oviedo
Gaspar de Molina y Oviedo (Mérida, 6 de janeiro de 1679 - Madrid, 30 de agosto de 1744) foi um cardeal do século XVIII

## Biografia
Nasceu em Mérida em 6 de janeiro de 1679. Filho de Gaspar de Molina y Cortina e Maria de Oviedo y Triana. Batizado em 28 de janeiro de 1679.
Entrou na Ordem dos Eremitas de Santo Agostinho em 1694, contra a vontade dos pais. Professou no convento de Badajoz em 15 de agosto de 1695. Estudou no Colégio Agostiniano de San Acacio, Sevilha.
Ordenado (nenhuma informação encontrada). Em sua ordem, professor e regente do Colégio de San Acacio, Sevilha; prior em Cádis, 1712; provincial da Andaluzia em 1718; definidor geral, 1720. Foi a Roma em 1720 ou 1721. Consultor e qualificador da Santa Inquisição. Assistente geral da Espanha e das Índias em Roma. Participou do Concílio Lateranense celebrado pelo Papa Bento XIII, em 1724. Obteve o título de mestre em Sagrada Teologia. O rei Filipe V da Espanha confiou-lhe importantes e delicadas missões. Foi nomeado bispo de Santiago de Cuba pelo rei Filipe V.
Eleito bispo de Santiago de Cuba, 11 de setembro de 1730. Consagrado, sábado, 24 de fevereiro de 1731, igreja de San Agustín dos frades agostinianos, Sevilla, por Luis de Salcedo Azcona, arcebispo de Sevilha, assistido por Tomás del Valle, OP, bispo de Cádis, e por José Esquivel Castillejos, OP, bispo titular de Licopoli, auxiliar de Sevilha. Ele nunca foi a esta diocese. Transferido para a sede de Barcelona em 18 de junho de 1731. Nunca foi para esta diocese porque foi nomeado comissário geral da Cruzada Espanhola em 28 de julho de 1733. Transferido para a sede de Málaga em 5 de maio de 1734; também nunca foi a esta diocese devido aos graves assuntos que teve de tratar; ele ajudou generosamente os pobres com grandes somas de dinheiro. Governador do Conselho de Castela, 23 de junho de 1734. Foi promovido a cardeal na instância do rei Filipe V da Espanha. O papa resistiu à promoção porque considerava o bispo Molina um homem excessivamente apegado às opiniões regalistas e com pouca afeição pela Sé Apostólica; no final, o pontífice concordou.
Criado cardeal sacerdote no consistório de 20 de dezembro de 1737; com um breve apostólico de 13 de janeiro de 1738, o papa lhe enviou o barrete vermelho; ele nunca foi a Roma para receber o chapéu vermelho e o título. Não participou do conclave de 1740, que elegeu o Papa Bento XIV. Comprou uma grande biblioteca, que mais tarde doou ao convento agostiniano de Sevilha.
Morreu em Madrid em 30 de agosto de 1744, de repente, Madrid. Seu corpo foi transportado e exposto na igreja agostiniana de San Felipe Real, Madrid; ele foi sepultado em frente ao altar-mor dessa mesma igreja.